# Standardisierung
Standardisierung ist in Technik und Wirtschaft die Vereinheitlichung von Bauteilen, Fertigungsverfahren, Maßeinheiten, Prozessen, Strukturen, Typen oder Gütern und Dienstleistungen. Gegensatz ist die Individualisierung.

## Wirtschaft

### Allgemeines
Wettbewerber bieten Produkte oder Dienstleistungen ähnlicher Funktionalität oder Zweckbestimmung an, ohne diese zunächst mit anderen Wettbewerbern zu harmonisieren. Ergebnis ist eine Vielzahl ähnlicher Produkte oder Dienstleistungen, die der Verbraucher kaum voneinander unterscheiden kann. Es fehlt häufig die Kompatibilität, was beispielsweise die Austauschbarkeit von Baugruppen oder Komponenten behindert. Diese Austauschbarkeit wird beim Lock-in-Effekt sogar verhindert, um die Kundenbindung zu erhöhen. So kam beispielsweise im März 1954 die farbige Version der US-amerikanischen Fernsehnorm NTSC auf den Markt, deren Standard sich in Europa, Asien und Australien jedoch nicht durchsetzte. Hier etablierte sich entweder im Januar 1963 das deutsche System PAL oder das im Oktober 1967 vorgestellte französische Farbsystem SECAM. Die unterschiedlichen Fernsehnormen sorgten dafür, dass Fernsehgeräte nur für eine Fernsehnorm tauglich waren.
Durch Standardisierung sollen diese Variationen vermindert werden. Ziel ist es, vorhandene Variationen auf eine überschaubare Anzahl zu reduzieren. Standardisierung ist deshalb ein Selektionsprozess bei einem Hersteller, und ein Koordinationsprozess, wenn mehrere Hersteller beteiligt sind. Dazu müssen auch unterschiedliche Arbeitsabläufe angepasst und das zweckmäßigste Arbeitsergebnis ermittelt werden. Mit der Vereinheitlichung und der Vorstrukturierung von Abläufen werden quantitative Ziele verfolgt, wobei Kosten, Qualität und Zeit zentrale Kriterien darstellen. Die Standardisierung führt zur Erhöhung der Markttransparenz und zur Kostensenkung (bei Herstellungskosten, Informationskosten, Transaktionskosten, Versandkosten, Vertriebskosten, Wechselkosten).

### Arten
Es gibt die faktische, institutionelle und legislative Standardisierung. Faktische Standardisierung liegt vor, wenn die Auswahl eines Standards den Marktteilnehmern überlassen bleibt. Von institutioneller Standardisierung wird gesprochen, wenn sie im Rahmen anerkannter internationaler Standardisierungsorganisationen wie etwa der International Organization for Standardization (ISO), der International Electrotechnical Commission (IEC), dem American National Standards Institute (ANSI) oder dem Deutschen Institut für Normung (DIN) stattfindet. Um legislative Standardisierung handelt es sich, wenn der Staat bestimmte Spezifikationen in Gesetzen verbindlich regelt.

### Produktion
Die Standardisierung in der Produktion erfolgt vor allem durch Normung (Vereinheitlichung von Erzeugnisteilen) und Typung (Vereinheitlichung von Erzeugnissen). Vorteile für den Hersteller sind Vereinfachungen im Produktionsprozess, bei der Lagerhaltung und für den Käufer einfachere Bestellungen. Besonders in der Massenproduktion lohnt sich eine Standardisierung, die auch helfen kann, Lean Production zu fördern. Ziel ist die Vereinheitlichung von Produkten und Dienstleistungen, Ergebnis ist der Standard. Durch Normung und Standardisierung kann auf dem Weltmarkt ein größerer Wettbewerbsvorteil durch Kostenführerschaft entstehen. So gibt es mittlerweile Konzepte zur Entwicklung von Standardisierungssoftware als stand-alone Lösung oder eingebettet in das firmeninterne Informationssystem.

### Organisation und Rechnungswesen
Ein Stellenplan kann in der Ablauforganisation zur Standardisierung von Stellen, Aufgaben und Funktionen in einem Unternehmen beitragen. Standardisierbar ist auch der Führungsstil im Rahmen der Personalführung. In diesen Organisationsgebieten kann die Standardisierung zum Lean Management beitragen.
Einheitliche Standards im Rechnungswesen sorgen national (Handelsgesetzbuch) und international (International Financial Reporting Standards) für eine Vereinheitlichung der Rechnungslegung (Bilanzen und Gewinn- und Verlustrechnung, Geschäftsbericht).

### Börsen
Wertpapier- und insbesondere Warenbörsen verlangen eine hohe Standardisierung der Handelsobjekte. Grund ist vor allem, dass die Käufer die Handelsobjekte nicht wie im Präsenzhandel sehen können und bei ihrer Kaufentscheidung darauf vertrauen müssen, dass die angebotenen Handelsobjekte in ihrer jeweiligen Gattung identisch sind. Die Standardisierung umfasst die Mengeneinheit (Nennwert, Stückaktien/Nennbetragsaktien, Commodities in quantitativ festgelegten Einheiten) und Art (Produktqualität) des Kontraktgegenstands.

### Marketing
Im Marketing werden Produkte oder Dienstleistungen durch die Standardisierung an die durchschnittlichen Kundenerwartungen angepasst. Neben der Standardisierung von Produkten oder Dienstleistungen können die Marketinginstrumente und Markennamen standardisiert werden. So hat Marlboro sein Logo international standardisiert, Nivea tritt dagegen differenziert auf; mit unterschiedlichem Markennamen erscheint Langnese (auch „Eskimo“ oder „Algida“), während Nivea auch den Markennamen differenziert („Glorix“, „Wega“, „Klorin“).

## Technik
Ein Industriestandard ist in der Technik eine bestimmte Ausführungsform bzw. Spezifikation eines Gegenstandes, die sich gegen eine Vielzahl ähnlicher Spezifikationen durchgesetzt und folglich als Maßstab etabliert hat. Die Standardisierung in der Technik gestaltet sich häufig sehr schwierig. So umfasst die Standardisierung des Mobilfunks in das Global System for Mobile Communications (GSM) mehrere tausend Seiten an Spezifikationen. Die computer- und netzbasierte Interaktion von Akteuren erfordert Kompatibilität auf der Ebene der Kommunikationsnetze, der Information und Kommunikationsdienste und der Syntaktik. Im technologischen Kontext spricht man von einem Dominant Design, wenn sich eine Technologie als Standard durchgesetzt hat. Dabei setzt sich nicht immer der technologisch beste Standard durch, sondern derjenige, der vom Markt als erstes als Standard akzeptiert wird. Berühmte Beispiele sind hier Blu-Ray vs. HD-DVD oder Betamax von Grundig gegen das japanische VHS System. Aktuell lassen sich solche Standardisierungswettbewerbe auch bei Elektrofahrzeugen beobachten.

## Umweltschutz
Standardisierte Produktzertifizierungen, wie z. B. für Bio-Lebensmittel, Gebäude oder möglicherweise nachhaltige Fischereierzeugnisse, sowie standardisierte Verfahren zur Bewertung und Zulassung von Produkten (z. B. Regulierung von Chemikalien, Kosmetika und Lebensmittelsicherheit) können die Umwelt schützen. Diese Wirkung kann von den damit verbundenen modulierten Verbraucherentscheidungen, die Effektivität und Art dieser Modulierung (e.g. durch Webung oder veränderte soziale Normen), der strategischen Produktförderung/-behinderung (e.g. eco-Tarife, Importverbote, Subventionen, Verfügbarkeitsregulierungen, Unternehmensregulierungen), den Anforderungen sowie deren Übereinstimmung mit einer wissenschaftlichen Grundlage, der Robustheit und Anwendbarkeit einer wissenschaftlichen Grundlage, der Freiwilligkeit der Übernahme der Zertifizierungen und dem sozioökonomischen Kontext (Regierungs- und Wirtschaftssysteme) abhängen, wobei die meisten gegenwärtigen Zertifizierungen bezüglich dem Erreichen von Klima- und Nachhaltigkeitszielen möglicherweise bisher weitgehend unwirksam sind.
Darüber hinaus können standardisierte wissenschaftliche Frameworks die Bewertung des Umweltschutzniveaus, z. B. von Meeresschutzgebieten, ermöglichen und, als etwa als 'living documents', für die Verbesserung, Planung und Überwachung der Schutzqualität, -umfänge und -bereiche dienen. Auch etwa die Luftqualität kann auf ähnliche Weise bewertet werden.
Darüber hinaus könnten technische Standards zur Verringerung von Elektroschrott und zur Senkung des Ressourcenbedarfs beitragen, indem sie die Interoperabilität, Kompatibilität, Langlebigkeit, Energieeffizienz, Modularität, Aufrüstbarkeit/Reparierbarkeit und Wiederverwertbarkeit von Produkten sowie die Einhaltung vielseitiger, optimaler Normen und Protokolle gewährleisten. Die Standardisierungsdomäne beschränkt sich nicht auf elektronische Geräte wie Smartphones und Ladegeräte, sondern könnte z. B. auch Elemente der Energieinfrastruktur umfassen. Politische Entscheidungsträger könnten Maßnahmen entwickeln, „die Standarddesign und -schnittstellen fördert und die Wiederverwendung von Modulen und Komponenten in verschiedenen Anlagen vorantreibt, um eine nachhaltigere Energieinfrastruktur zu entwickeln“. Computer und das Internet sind einige der Werkzeuge, die eingesetzt werden könnten, um die Praktikabilität zu erhöhen und suboptimale Ergebnisse, nachteilige Standards und Bürokratie – die oft mit traditionellen Prozessen und Ergebnissen der Standardisierung verbunden sind – zu reduzieren bzw. zu verhindern. Besteuerung und Subventionen sowie die Finanzierung von Forschung und Entwicklung könnten ergänzend eingesetzt werden.

## Ergonomie, Arbeitsplatz und Gesundheit
In einigen Fällen werden Standards für die Gestaltung und den Betrieb von Arbeitsplätzen sowie für Produkte verwendet, die sich auf die Gesundheit von Verbrauchern auswirken können. Einige dieser Standards zielen darauf ab, die Sicherheit und Gesundheit am Arbeitsplatz und Ergonomie zu gewährleisten. So könnten z. B. Stühle (siehe z. B. aktives Sitzen und Schritte der Forschung) möglicherweise anhand von Standards entworfen und ausgewählt werden, die auf angemessenen wissenschaftlichen Daten beruhen könnten. Standards könnten die Produktvielfalt verringern und zu einer Annäherung an weniger breit gefächerte optimalere Designs – die etwa durch gemeinsam geteilte automatisierte Verfahren und Instrumente effizient in Massenproduktion hergestellt werden können – oder zu Formulierungen führen, die als die gesündeste, effizienteste oder als bester Kompromiss zwischen Gesundheit und anderen Faktoren identifiziert wurden. Standardisierung kann auch genutzt werden, um den Gesundheitsschutz der Verbraucher über den Arbeitsplatz und Ergonomie hinaus zu gewährleisten oder zu verbessern, wie z. B. bei Standards für Lebensmittel, Lebensmittelherstellung, Hygieneprodukten, Trinkwasser, Kosmetika, Arzneimittel/Pharmazeutika, Getränke und Nahrungsergänzungsmittel, insbesondere in Fällen, in denen es solide wissenschaftliche Daten gibt, die auf schädliche Auswirkungen auf die Gesundheit (z. B. von Inhaltsstoffen) hindeuten, obwohl diese substituierbar und nicht immer im Interesse der Verbraucher sind. Beispielsweise enthält die Trinkwasserverordnung Schutzvorschriften – standardisierte Grenzwerte, Parameter, Vorschriften und Prüfprozesse – für Trinkwasser.

## Produktanalysen und -tests
Bei routinemäßigen Produkttests und Produktanalysen (v. a. Lebenszyklusanalysen und Technologie-Analysen) können die Ergebnisse anhand offizieller oder informeller Normen mitgeteilt werden. Sie können durchgeführt werden, um den Verbraucherschutz zu erhöhen und die Sicherheit, Gesundheit, Effizienz, Performance oder Nachhaltigkeit von Produkten zu gewährleisten. Sie können vom Hersteller, einem unabhängigen Labor, einer Regierungsbehörde, einer Zeitschrift oder anderen auf freiwilliger oder mandatierten Basis durchgeführt werden.

## Sicherheit

### Symbole
Symbole zur Information der Öffentlichkeit (z. B. Gefahrensymbole), insbesondere im Zusammenhang mit der Sicherheit, sind häufig genormt, manchmal auch auf internationaler Ebene.

### Biologische Sicherheit
Zur Gewährleistung der biologischen Sicherheit bei Betrieb von Laboratorien und ähnlichen, potenziell gefährlichen, Arbeitsplätzen gibt es verschiedene Standards. Es wird an mikrobiologischen Sicherheitsstandards, die in klinischen und Forschungslaboratorien verwendet werden, geforscht.

## Sprachwissenschaft
In der Sprachwissenschaft bedeutet Standardisierung die Herausbildung und manchmal auch gezielte Konstruktion einer Standardsprache, die an die Stelle mehrerer bisheriger Schreibvarietäten beziehungsweise bei Fehlen von solchen auch als Dachvarietät der verschiedenen Dialekte tritt. Während Sprachen wie Deutsch oder Englisch einen langen Weg zu einer gemeinsamen Schriftsprache kennen, sind Nynorsk, Rumantsch Grischun und Ladin Dolomitan Beispiele für von Linguisten ausgearbeitete Standardisierungen.

## Psychologie
In der Psychologischen Diagnostik versteht man darunter die Vereinheitlichung der Durchführung (sowohl das Testmaterial als auch die Durchführungsbedingungen), Auswertung, und Interpretation psychologischer Testverfahren zur Erfüllung des Testgütekriteriums der Objektivität. Je nach dem Grad spricht man von vollstandardisierten oder teilstandardisierten Tests (z. B. wenn die Fragen vorgegeben sind, Antworten frei erfolgen und die Bewertungskriterien wiederum einheitlich sind). Dies ist zu unterscheiden von der Standardisierung der Parameter als Ergebnisse der Tests, was zur besseren Abgrenzung Normierung genannt wird.

## Implantologie
Auch in der besonders individuell geprägten dentalen Implantologie kann heutzutage auf eine Standardisierung nicht verzichtet werden. Man versteht hierunter z. B. Angaben zum Implantatkörper- und Werkstoff, Informationen zur Darreichung, Planungshilfen und chirurgische Instrumente. Zu den relevanten Standardangaben gehören Punkte wie empfohlene Suprakonstruktionen oder eine klinische Bewertung erhobener Daten.